# VTuberチップス
VTuberチップス（ブイチューバー チップス）は、サイバーエージェントグループ（eStream、CyberZ）から発売されている、バーチャルYouTuber（VTuber）のオリジナルカードが付いたスナック菓子（ポテトチップス）である。2019年10月に第1弾が発売され、以降シリーズ化されて、2025年2月現在までに第6弾までが発売されている。

## 内容
菓子の製造元は山芳製菓。味は塩味（第1弾）、またはうすしお味（第2弾以降）。
商品1個につき、バーチャルYouTuberのオリジナルカード1枚が付属されている食玩である。いずれのシリーズでも、各キャラクターごとにネタカード（N）、レアカード（R）、スーパーレアカード（SR）の3種が作られている。普通はNはノーマルを意味するが、コンテンツとしてネタ動画を投稿するVTuber業界にちなみ、「ネタ」とされた。
企画を行ったのは、eStream のフィギュアの企画営業、ミカケである。本人のインタビューで、当時成長しつつあったVTuber業界で新しい商品開発を求めて「プロ野球チップス」から着想を得て製作されたことが明かされている。また、企画において、それぞれのVTuber事務所の調整とデザインの選択が困難であったことが語られている。
なお、もともとのVTuberチップス発売元の eStream は CyberZ の連結子会社であったが、2024年4月1日付で解散し CyberZ に併合された。そのため2024年5月に発売された第6弾である「VTuberチップス6」は CyberZ からの販売である。
シリーズを通して販売されている店舗は、ファミリーマート、ヴィレッジヴァンガード、アニメイトである（詳細は各節参照）。また、販売元のECサイト（eStream Store）では、カートン単位でのみオンライン販売されている。

## シリーズ
これまで下記の通り発売されている。
| 商品名          | 発売日        | 参加組数（種数） |
| --------------- | ------------- | ---------------- |
| VTuberチップス  | 2019年10月8日 | 16組（48種）     |
| VTuberチップス2 | 2020年6月29日 | 35組（105種）    |
| VTuberチップス3 | 2021年6月21日 | 22組（66種）     |
| VTuberチップス4 | 2022年7月26日 | 37組（111種）    |
| VTuberチップス5 | 2023年7月25日 | 38組（114種）    |
| VTuberチップス6 | 2024年5月28日 | 33組（99種）     |

### 第1弾
「VTuberチップス」は、2019年10月8日に発売された。同年12月10日に数量限定で再販された。ファミリーマート、ヴィレッジヴァンガード、アニメイトおよび販売元のオンラインショップ（eStream Store）にて販売された。ヴィレッジヴァンガード限定で特典が配布された。

#### カードデザイン
裏面は全レアリティで共通の内容。プロフィールや説明文が掲載されている。

#### 参加メンバー
| ミライアカリ           | ENTUM      |                                                             |
| 猫宮ひなた             | ENTUM      |                                                             |
| 電脳少女シロ           | .LIVE      |                                                             |
| ばあちゃる             | .LIVE      | Nカードはフリー素材のリアルな馬を使ってデザインされている。 |
| 田中ヒメ/鈴木ヒナ      |            |                                                             |
| ヨメミ/萌実            |            |                                                             |
| 夢月ロア               | にじさんじ |                                                             |
| 樋口楓                 | にじさんじ |                                                             |
| 月ノ美兎               | にじさんじ |                                                             |
| 静凛                   | にじさんじ |                                                             |
| 本間ひまわり           | にじさんじ |                                                             |
| ときのそら             | ホロライブ |                                                             |
| 白上フブキ             | ホロライブ |                                                             |
| 富士葵                 |            |                                                             |
| はかりかんな           |            |                                                             |
| 流石乃ルキ・流石乃ロキ |            | 発売時点で活動終了していた。                                |

### 第2弾
「VTuberチップス2」は、2020年6月29日に発売された。第1弾と同様、ファミリーマート、ヴィレッジヴァンガード、アニメイトおよび eStream Store にて販売された。ヴィレッジヴァンガードでは限定ノベルティが配布された。

#### カードデザイン
裏面には、Nカードは能力指標を表したレーダーチャート、Rカードはプロフィールやコメント、SRカードは手書きのメッセージが掲載されている。

#### 参加メンバー
第1弾の2倍以上となる全35組が収録された。
| 電脳少女シロ          | .LIVE                          |                                                    |
| ばあちゃる            | .LIVE                          |                                                    |
| もこ田めめめ          | .LIVE                          |                                                    |
| ヨメミ                | エイレーンファミリー           |                                                    |
| 萌実                  | エイレーンファミリー           |                                                    |
| エイレーン            | エイレーンファミリー           |                                                    |
| YuNi                  | upd8                           |                                                    |
| おめがシスターズ      | upd8                           |                                                    |
| ヤミクモケリン        | upd8                           |                                                    |
| 魔王マグロナ          | upd8                           |                                                    |
| 兎鞠まり              | upd8                           |                                                    |
| 因幡はねる            | 有閑喫茶あにまーれ（774 inc.） |                                                    |
| 宗谷いちか            | 有閑喫茶あにまーれ（774 inc.） |                                                    |
| 日ノ隈らん            | 有閑喫茶あにまーれ（774 inc.） |                                                    |
| 風見くく              | 有閑喫茶あにまーれ（774 inc.） |                                                    |
| 柚原いづみ            | 有閑喫茶あにまーれ（774 inc.） |                                                    |
| 周防パトラ            | ハニーストラップ（774 inc.）   |                                                    |
| 島村シャルロット      | ハニーストラップ（774 inc.）   |                                                    |
| 西園寺メアリ          | ハニーストラップ（774 inc.）   |                                                    |
| 堰代ミコ              | ハニーストラップ（774 inc.）   |                                                    |
| 鴨見カモミ            | ブイアパ（774 inc.）           |                                                    |
| 杏戸ゆげ              | ブイアパ（774 inc.）           |                                                    |
| 花奏かのん            | ブイアパ（774 inc.）           |                                                    |
| 季咲あんこ            | ブイアパ（774 inc.）           |                                                    |
| 御伽原江良            | にじさんじ                     |                                                    |
| リゼ・ヘルエスタ      | にじさんじ                     |                                                    |
| ReVdol!               |                                |                                                    |
| ミライアカリ          |                                |                                                    |
| 猫宮ひなた/隠神こかげ |                                |                                                    |
| 獅子神レオナ          | Re:AcT                         |                                                    |
| 花鋏キョウ            | Re:AcT                         |                                                    |
| あおぎり高校          |                                | 当時のメンバーは音霊魂子・水菜月夏希・石狩あかり。 |
| 宝鐘マリン            | ホロライブ                     |                                                    |
| さくらみこ            | ホロライブ                     |                                                    |
| 夏色まつり            | ホロライブ                     |                                                    |

### 第3弾
「VTuberチップス3」は、2021年6月21日に発売された。第1弾・第2弾と同様、ファミリーマート、ヴィレッジヴァンガード、アニメイトおよび eStream Store にて販売された。ヴィレッジヴァンガードでは特典も配布された。

#### カードデザイン
カードの裏面には、Nカードは能力指標を表したオリジナルパラメーター、Rカードはプロフィールやコメント、SRカードは手書きのオリジナル川柳が掲載されている。

#### 参加メンバー
| 角巻わため          | ホロライブ（ホロライブプロダクション）   |                                                  |
| 常闇トワ            | ホロライブ（ホロライブプロダクション）   |                                                  |
| 夕刻ロベル          | ホロスターズ（ホロライブプロダクション） |                                                  |
| 電脳少女シロ        | .LIVE                                    |                                                  |
| 花京院ちえり        | .LIVE                                    |                                                  |
| ヤマトイオリ        | .LIVE                                    |                                                  |
| ミライアカリ        | GOOM STUDIO                              |                                                  |
| 犬山たまき          | のりプロ                                 |                                                  |
| 緋笠トモシカ        | VOMS Project                             |                                                  |
| 天野ピカミィ        | VOMS Project                             |                                                  |
| キミノミヤ          |                                          |                                                  |
| バーチャルゴリラ    |                                          |                                                  |
| 小森めと            | ブイアパ（774 inc.）                     |                                                  |
| 不磨わっと          | ブイアパ（774 inc.）                     |                                                  |
| 白宮みみ            | 有閑喫茶あにまーれ（774 inc.）           |                                                  |
| 花鋏キョウ          | Re:AcT                                   |                                                  |
| 獅子神レオナ        | Re:AcT                                   |                                                  |
| 琴みゆり/射貫まとい | Re:AcT                                   | Nカードは琴みゆりのみ、Rカードは射貫まといのみ。 |
| 懲役太郎            |                                          |                                                  |
| ガッチマンV         |                                          |                                                  |
| ケリン              |                                          |                                                  |
| おめがシスターズ    |                                          |                                                  |

### 第4弾
「VTuberチップス4」は、2022年7月26日に発売された。これまでと同様ファミリーマート、ヴィレッジヴァンガード、アニメイト、eStream Storeで販売されただけでなく、同年8月2日からバンダイナムコアミューズメントによるアミューズメント施設namcoおよびネットクレーンモールとるモでも展開された。

#### カードデザイン
カードの裏面には、Nカードは運転免許証をモチーフにした自己紹介、Rカードはプロフィールやコメント、SRカードは手書きの「お願いごと」が掲載されている。

#### 参加メンバー
| 電脳少女シロ        | .LIVE                          |
| おめがシスターズ    |                                |
| ミライアカリ        | GOOM STUDIO                    |
| ココロヤミ          | GOOM STUDIO                    |
| 瀬島るい            | 有閑喫茶あにまーれ（774 inc.） |
| 飛良ひかり          | 有閑喫茶あにまーれ（774 inc.） |
| 龍ヶ崎リン          | シュガーリリック（774 inc.）   |
| 虎城アンナ          | シュガーリリック（774 inc.）   |
| 獅子王クリス        | シュガーリリック（774 inc.）   |
| ピーナッツくん      |                                |
| 甲賀流忍者!ぽんぽこ |                                |
| 花鋏キョウ          | Re:AcT                         |
| かしこまり          | Re:AcT                         |
| 姫熊りぼん          | Re:AcT                         |
| 山黒音玄            | あおぎり高校                   |
| 栗駒こまる          | あおぎり高校                   |
| 我部りえる          | あおぎり高校                   |
| まりなす            |                                |
| ヒラ                |                                |
| 根間うい            |                                |
| 徳井V青空           |                                |
| 鬼灯わらべ          | のりプロ                       |
| 白雪みしろ          | のりプロ                       |
| 愛宮みるく          | のりプロ                       |
| 犬山たまき          | のりプロ                       |
| バーチャルゴリラ    |                                |
| 碧葉リア            | Vｰiii                          |
| 葉音メル            | Vｰiii                          |
| 紡音れい            | épeler                         |
| Flare Rune          | épeler                         |
| 柚子花              | épeler                         |
| 神楽めあ            | NHOTBOT                        |
| 花園セレナ          | NHOTBOT                        |
| 緋赤エリオ          | NHOTBOT                        |
| 星羅ミント          | NHOTBOT                        |
| 雨音るな            | NHOTBOT                        |
| UzuMe               | NHOTBOT                        |

### 第5弾
「VTuberチップス5」は、2023年7月25日に発売された。それまでのファミリーマート、ヴィレッジヴァンガード、アニメイトおよび eStream Store での販売に加え、限定BOX仕様でGIGO、タイトー、ナムコのアミューズメント施設3社の店舗やクレーンゲームにて販売された。

#### カードデザイン
Nカードは表面が名刺をモチーフとしたデザイン、裏面はVTuberチップス5のロゴになっている（全員共通）。RカードとSRカードの裏面はプロフィールが掲載され、SRカードはイラスト入り手書きプロフィール帳の仕様となっている。

#### 参加メンバー
| 白雪レイド                 | Neo-Porte         |                                                               |
| 緋月ゆい                   | Neo-Porte         |                                                               |
| 夜絆ニウ                   | Neo-Porte         |                                                               |
| 水無瀬                     | Neo-Porte         |                                                               |
| 天帝フォルテ               | Neo-Porte         |                                                               |
| 或世イヌ                   | Neo-Porte         |                                                               |
| 凪夢夛                     | Neo-Porte         | 発売前に契約解除された。                                      |
| 歌衣メイカ                 |                   |                                                               |
| 白羽ねむ                   |                   |                                                               |
| 羽渕やむ                   |                   |                                                               |
| 天開司                     |                   |                                                               |
| ミライアカリ               | GOOM STUDIO       | 発売時点で活動終了していた。                                  |
| ココロヤミ                 | GOOM STUDIO       | 発売時点で活動終了していた。                                  |
| 犬山たまき                 | のりプロ          |                                                               |
| 稲荷いろは                 | のりプロ          |                                                               |
| レグルシュ・ライオンハート | のりプロ          |                                                               |
| 猫瀬乃しん                 | のりプロ          |                                                               |
| 懲役太郎                   |                   |                                                               |
| 桜ころみん                 |                   |                                                               |
| 天使うと                   |                   | 発売時点では活動休止していたが、その後活動再開している。      |
| おめがレリオ               |                   | おめがシスターズの動画に登場するキャラクター。                |
| 結目ユイ                   | Avatar2.0 Project |                                                               |
| 水瀬しあ                   | Avatar2.0 Project |                                                               |
| VESPERBELL                 |                   |                                                               |
| 仮想協演ユニットえにしん   |                   | メンバーはRunpa（N）、アメザリひらい（R）、花琴いぐさ（SR）。 |
| なつめ先生                 |                   |                                                               |
| ポポナ                     |                   |                                                               |
| 碧葉リア                   | Vｰiii             |                                                               |
| ろん                       |                   |                                                               |
| 鹿乃まほろ                 |                   |                                                               |
| 鴉守ジン                   |                   |                                                               |
| 一翔剣                     |                   |                                                               |
| 伊東ライフ                 |                   |                                                               |
| アンジョー                 | MonsterZ MATE     |                                                               |
| コーサカ                   | MonsterZ MATE     |                                                               |
| Ci                         | BOOGEY VOXX       | 発売時点で解散していた。                                      |
| Fra                        | BOOGEY VOXX       | 発売時点で解散していた。                                      |
| 今酒ハクノ                 |                   |                                                               |

### 第6弾
「VTuberチップス6」は、2024年5月28日に発売された。それまでのファミリーマート、ヴィレッジヴァンガード、アニメイトおよび eStream Store に加え、ドン・キホーテおよびHMVでも販売された。ヴィレッジヴァンガード、アニメイト、eStream Store ではそれぞれ異なる特典が配布された。

#### カードデザイン
Nカードはクレジットカード風のデザインで、裏面には手書きの署名がある。Rカードは表面がカードゲーム風のデザイン、裏面がVTuberチップス6のロゴになっている（全員共通）。SRカードの裏面は手書きイラストとなっている。

#### 参加メンバー
| 音霊魂子               | あおぎり高校  |                                                        |
| 石狩あかり             | あおぎり高校  |                                                        |
| 大代真白               | あおぎり高校  |                                                        |
| 山黒音玄               | あおぎり高校  |                                                        |
| 栗駒こまる             | あおぎり高校  |                                                        |
| 千代浦蝶美             | あおぎり高校  |                                                        |
| 我部りえる             | あおぎり高校  |                                                        |
| エトラ                 | あおぎり高校  |                                                        |
| 春雨麗女               | あおぎり高校  |                                                        |
| ぷわぷわぽぷら         | あおぎり高校  |                                                        |
| おめがシスターズ       |               |                                                        |
| 紫ノ宮ノア             | Vｰiii         |                                                        |
| 犬山たまき             | のりプロ      |                                                        |
| 伊東ライフ             |               |                                                        |
| 兎鞠まり               |               |                                                        |
| 神楽めあ               |               |                                                        |
| 天開司                 |               |                                                        |
| アンジョー             | MonsterZ MATE |                                                        |
| コーサカ               | MonsterZ MATE |                                                        |
| 毒ヶ衣ちなみ           |               |                                                        |
| 羽渕やむ               |               |                                                        |
| 白羽ねむ               |               |                                                        |
| ChumuNote              |               |                                                        |
| 天羽しろっぷ           |               |                                                        |
| 朝ノ瑠璃               |               |                                                        |
| キルシュトルテ         |               |                                                        |
| 武士来舞               |               | 17LIVEのライバー。                                     |
| 雛乃こまる             |               | 17LIVEのライバー。                                     |
| 清楼銘                 |               | 17LIVEのライバー。                                     |
| りぼんちゃん           |               | 17LIVEのライバー。                                     |
| 紡生ムルク             |               | 「ときめきVR」のオーディション企画で掲載権を獲得した。 |
| 犯罪学教室のかなえ先生 |               |                                                        |
| キリン【考察系VTuber】 |               |                                                        |

## 反響
第1弾の発売にあたり、カードを揃えるために大量購入するファンや、オンライン通販でカートンごと複数買う「箱買い」を行うファンの存在がインターネットメディアで取り上げられた。店舗販売では、発売日当日から完売している店舗もあることが報じられた。オンライン通販では発売2日で完売となった。また、第1弾は好評のため再販された。第1弾の発売初日には、Twitter（現、X）のハッシュタグ「#VTuberチップス」が日本トレンド1位となった。第2弾でも日本トレンド1位となったとともに、世界トレンド6位となった。カバー代表取締役社長CEOの谷郷元昭は、こうしたファンの動向から、VTuberのファンは消費意欲が旺盛であると論じている。
また、発売にあたり、バーチャルYouTuberや配信者により動画投稿や開封配信が行われている。例えば、第1弾発売日にはにじさんじの樋口楓、ピーナッツくん、甲賀流忍者!ぽんぽこ、ふぇありすなどのVTuberが開封配信や開封動画の公開を行っている。また、「わしゃがなTV」では、声優の中村悠一とライターのマフィア梶田が、大川ぶくぶの解説を受けつつ「VTuberチップス4」を開封する動画を公開している。癒月ちょこや織田信姫など、カードに登場するVTuber以外も本商品について反応しており、ネットメディアで取り上げられた。

### にじさんじチップス
2021年3月22日には、同じく eStream から、にじさんじのバーチャルライバーのカードが付属した「にじさんじチップス うすしお味」が発売されている。以降シリーズとして展開され、2025年3月18日には第7弾となる「にじさんじチップスVol.7 うすしお味」が発売された。